# 霧港水手
《霧港水手》（德語：Querelle，另譯《水手奎雷爾》）是一部1982年的德國電影，由寧那·華納·法斯賓德執導，故事改編自法國著名同性戀作家（Jean Genet）的小說《布雷斯特之争》。
男主角奎雷爾是一名水手，有美好的外貌和體魄，男人女人皆迷戀於他，片中充滿了毒品交易、謀殺、同志愛。場景以劇場美術型式設計，主要酒吧及海港亦在攝影棚內拍攝，充滿著日落黃昏的愛慾景象。
導演完成本片後因為吸毒過量身亡，本片亦是導演獻給自縊於法國監獄的前愛人El Hedi Ben Salem。